# 朝鲜民主主义人民共和国旅游

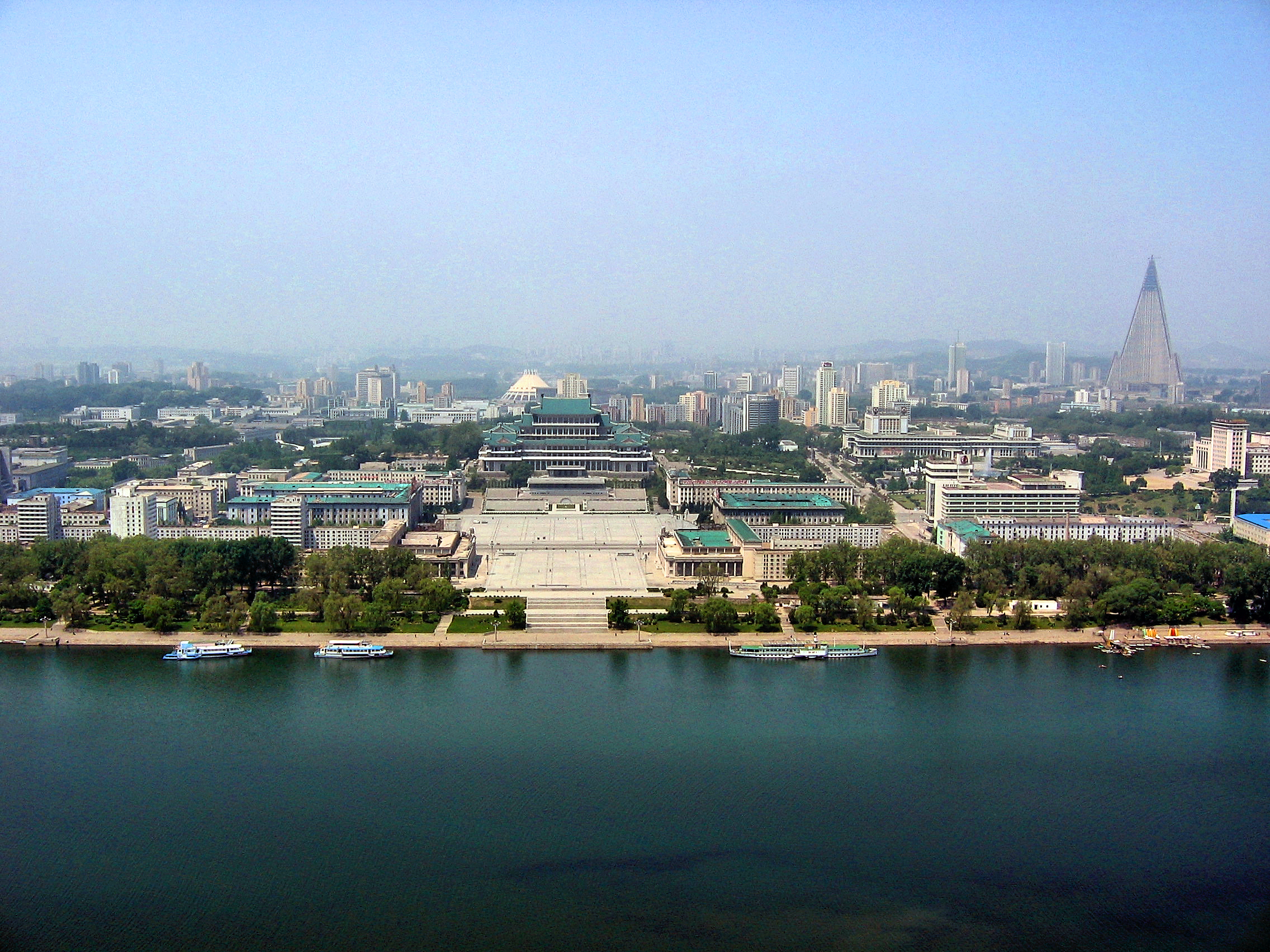
平壤大同江风光

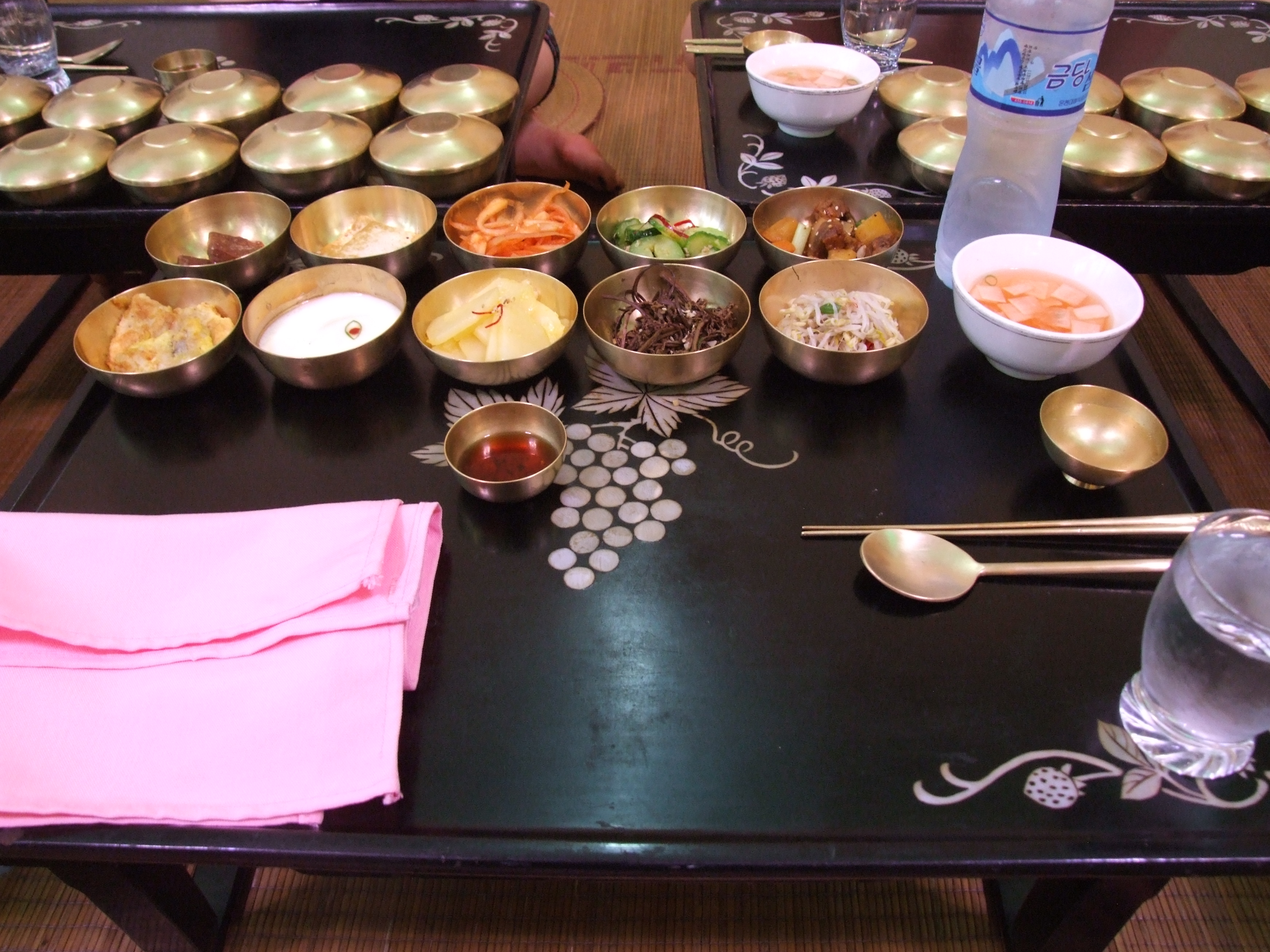
朝鮮特色餐

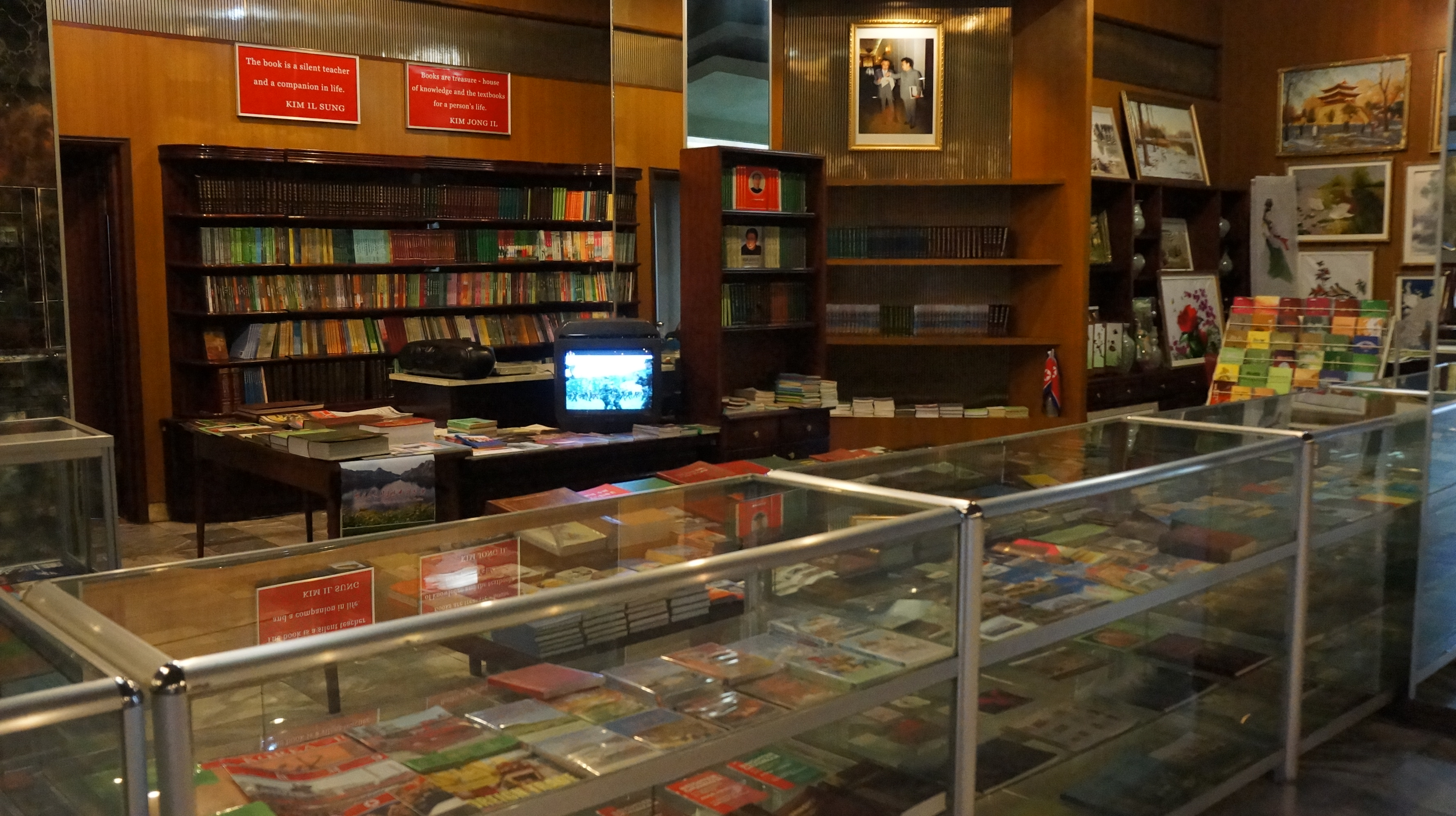
高麗飯店販賣部

朝鲜民主主义人民共和国旅遊业是朝鲜经济的组成部分和重要的外汇收入来源。由于朝鲜长期遭受国际制裁，本身遊樂休閒設施不完善，不开放自由行等等，朝鲜并不是国际热门旅游目的地。但據国家观光总局統計，2018年到訪朝鲜的外國遊客已經超過了20萬人次。2020年1月22日，朝鲜政府因2019冠状病毒病疫情而关闭边境，朝鲜旅游业又陷入停滞。後來到2024年，據當局稱首批旅客已經到訪，是俄羅斯人，表明恢復境外遊客旅遊。並在2025年在羅先市試點開放給俄羅斯以外的旅客，並首度恢復陸地邊界入境。
按規定只能團體遊，一般游客必須全程跟随朝鲜旅行社的导游集體行動，2010年代以来平壤高丽国际旅行社（평양고려국제려행사）也提供一人成团等全程陪同的服务，但价格较贵。由於朝鮮擁有的山區與古蹟不少，多數游览內容以觀看一些革命景點的紅色旅遊和在當地的自然風景、历史古迹，平壤城市建設為主，不过这种现时已经鲜见的強烈蘇聯色彩的政治社會制度，反而成为了部分游客的重要旅游动机。

## 歷史
朝鲜旅游业的起步比較晚，不早于1980年代。1986年，朝鲜成立了国家观光总局负责旅游行业的管理与运营。最早的朝鲜旅遊出現在中朝邊境特定城市，其中以中国游客「赴朝遊」为代表。
1988年，辽宁省开始在部分口岸试点進入朝鮮对应口岸的地方一日遊。1991年起吉林省也小規模開放赴朝游。平壤開放旅遊後的首線是丹东—新義州—平壤线的路線，之後開放了宽甸满族自治县一新义州一平壤线，但受到限制。
1995年9月中国境内的圈河边境公务通道開始對民間開放，方便了中国公民及第三国旅游者进入朝鲜。1997年起朝鲜加緊建設罗津、先锋自由贸易区和指標性高級飯店，旅遊過程舒適度有所上升。同時開設中国图们市至朝鲜羅津先鋒經濟特區的边境豪华旅游专列，内设高级包房、软包、硬包、卡拉OK车厢。
1998年，朝鲜和韩国现代集团開闢金剛山觀光地区，這地方成为国际游客的重要目的地，十年间共有170萬人到過當地，並为朝鲜政府帶來1億美元的收入。除了金剛山外，板門店也是国际旅客常到的地方，觀看阿里郎表演也是常見的活動，另有朝鮮刺繡中心等紀念品展售中心。
2008年9月2日，中华人民共和国政府决定开放朝鲜民主主义人民共和国为中国公民组团出境旅游目的地。這意味著中朝邊境城市以外的地方也能組團前往朝鮮旅遊。
自2011年金正恩擔任朝鮮領導人起，朝鮮更進一步發展旅遊業，他建設了多項比較著名的旅遊業相關工程，例如整修、擴建了平壤順安國際機場及元山葛麻機場，還有興建了馬息嶺滑雪場、陽德溫泉文化休養地及元山葛麻海岸旅遊區等觀光區。
2020年1月22日，朝鮮因受2019冠狀病毒病影響，政府率先決定封關，減少疫情對國內的影響，旅遊業也隨即停頓。
2024年2月，據朝鮮媒體稱，該國迎來疫情後的第一次國外旅客訪問，罕見地報導了當局在機場歡迎了一組約百人的旅遊團，旅遊業已經重新開放等，這批到達該國的是來自俄羅斯4天3夜的旅行團。
2024年8月，據中國兩家特許經營朝鮮旅行社收到的消息，北韓政府預定將於本年12月全面開放俄羅斯以外的外國遊客，之後中國、歐洲旅客也可以開始購買北韓旅遊套裝，而首批開放的地點為北部城市三池淵，但平壤等城市要稍後才重開給其他國家的遊客，這是疫情後首次。但截至2025年2月，北韓除有條件允許持有商務簽證的中國民衆前往羅先以外，仍尚未開放其他外國旅行團入境北韓。中國旅行社「知行合逸」曾於2025年2月17日發售前往北韓羅先的旅遊考察團，並稱其行程已經取得北韓政府的批准，計劃於2025年2月24日前往。但是在2025年2月24日行程開始當天，旅行團並未抵達北韓境內。韓聯社引述其他中國旅行社的看法，認爲是中國旅遊局下令禁止前往羅先，或因爲知行合逸的宣傳方式不當招致批評。韓聯社亦認爲，行程未如期進行的原因是知行合逸將北韓政府的商務考察入境批准宣傳爲重啟跟團遊，或因此致使行程被當局暫緩。
2025年3月6日，朝鲜突然再次禁止所有的西方跟团游客入境。

## 旅游事件
朝鮮旅遊數次发生因政治問題而受阻甚至中斷的事件。
- 2001年因中国公民到朝鲜随便照相，辽宁丹东口岸和吉林吉安口岸被关闭。此后，中朝旅游合作进展不甚顺利，但是後續朝鲜經濟惡化急需旅遊業做為獲取外匯管道之一，逐漸旅遊放寬，現在已經出現11日遊以上的大型旅程，旅游旺季主要在6月至9月，通常一定會有幾日居住在羊角島酒店。

- 2008年7月，一名到訪金剛山國際觀光特別區的南韓女遊客因误入旅游区附近军事禁区被朝鲜哨兵开枪擊斃，韓国方面因此中断了旅游项目。朝方在2010年4月宣布没收或冻结韩方在金刚山地区的不动产，并驱逐其管理人员。宣布取消同韩国现代集团所签协议中赋予现代方面垄断经营权的条款，改为由朝方和现代方面共同经营金刚山旅游。

- 2017年11月，为配合国际社会制裁朝鲜以及因朝核问题导致的中朝关系分歧，中国政府在11月7日美国总统唐纳德·特朗普访问中国前下令丹东地区旅行社暂停赴朝旅游业务，中国国航经营的北京至平壤航线也声称因亏损为由停飞，该措施直到2018年6月金正恩访问中国改善中朝关系后才得以解除。

## 旅游限制
- 在當地旅遊必須有兩名官方的導遊和監察員陪同[註 1]，禁止任意脱离团队和随意攝影，也不得向當地人散發任何物品[註 2][16]。與傳媒業相關的人士，例如製作電影和新聞記者等在進入朝鮮境內都需經過嚴格審查和有關部門批准，活動範圍限於計畫路線。如進入敏感地帶[註 3]都必須在手臂上配戴記者臂章。
- 2013年1月7日前，外國人抵達朝鮮後，手機將會被要求寄放，但在2013年1月7日起，朝鲜方面允许外国人携带手机入境，但需要登記。[17]

- 除光復地區商業中心可合法兌換朝幣外[18][19]（未使用完的朝幣必須換回，不得帶出境），遊客嚴禁使用當地貨幣作消費，在朝鮮其他地方購物只能在外匯商店購買，國家統一售價用人民幣或歐元，部分觀光商店可以收取美元[20]，遊客可在紀念品商店購買到紀念用途的朝幣，但此紀念鈔無法作為消費用途。

- 日本護照持有人需申請“观光证”做為入境證件，因為朝鲜不會在日本護照蓋上任何戳記，而所有證件會在入境時由導遊統一收回於出境時才發還[21]。

- 持有美國護照的人很難取得朝鲜的簽證，也只限於旺季時期（通常為8月）到當地旅遊，且行程比其他外國遊客為短。在1953年至2009年間朝鲜只招待過2500名的美國旅客[22]。2017年8月2日，受到奥托·瓦姆比尔因被朝鲜关押而去世的影响，美国国务院宣布自2017年9月1日起禁止美国公民前往朝鲜，违反者将被注销护照并面临最高10年的监禁。[23]

- 中華民國護照持有人需要準備台胞證、護照和二吋大頭貼才能申請“观光证”做為入境證件（由旅行社代辦），出境時會把观光证收回，所以不會有出入境朝鮮的紀錄。另外，朝鮮與台灣沒有直達飛機或船舶定期航班，必須在中國大陸北京、沈阳與俄羅斯海參崴轉機或是從北京、沈阳、丹东等车站搭乘火車才能抵達。
- 車內和相當大量場所禁止抽菸，也很難買到香菸，只有羊角島酒店紀念品店等觀光客可買到朝鮮產的旅遊品性質香菸。[24]

## 注意事项
- 不允許拍照的地區不要拍照以避免不必要的麻煩，不可隨地丟東西，在領導人銅像下拍照時不准擺出怪異動作或學銅像的動作（例如目前不少年青人喜愛的舉V手勢也不能做），並且須拍攝完整的金日成和金正日銅像。不可以直呼領導人的名字且需要加稱呼（如偉大的永遠主席金日成），更不可以存有惡搞金氏領導人的圖片，如情節嚴重的犯規遊客後果不堪設想。

- 不可擅自於晚上秘密獨自離開所在的酒店範圍冒險探險，更應避免進入羊角島酒店五樓等不對外國遊客開放的樓層，絕不能偷取、污損、破壞酒店內所有歌頌金日成金正日的肖像畫及標語海報，嚴重情況即使你是外國遊客也會被處以勞改（例如美國遊客奧托·瓦姆比爾）。但遊客可以在得到批准後與你所屬旅行團的北韓導遊共同出夜街遊覽，例如到訪大同江酒吧區品嚐啤酒。

- 北韓圓只能在平壤光復百貨內以及羅先經濟特區使用，並且絕不能夠攜帶北韓圓出境，如被發現會即時沒收所有北韓圓並處以罰款；而其餘景點購物只能用人民幣、歐元及美元。

- 除板門店非軍事區外的軍官和警察，一律嚴禁拍攝軍人和警察（包括合照在內）。

- 北韓較為落後的地區、破舊建築物、市場、工地、勞改營也是禁止拍攝的，因為北韓政府不想外國遊客知道平壤以外國家基建和經濟過於落後的事實，通常隨團的北韓導遊會檢查團友有沒有拍攝違禁照片和影片，而離境時北韓邊防軍人都會要求檢查遊客的手機相機有沒有拍攝到北韓政權不喜歡的畫面。

- 若果為你所屬旅行團的模特兒和舞蹈員團友在大街上拍攝模特兒寫真照片或是拍攝街舞影片也是不太建議，因為北韓很多建築物很可能會有金氏領袖肖像畫和相關的勞動黨政治宣傳標語，會被視為極不尊重北韓已故領袖金日成和金正日行為，如進行上述拍攝可能會被問話。

- 北韓已故領袖金日成與金正日的陵寢錦繡山太陽宮不容許外國遊客穿著過於性感、破損、不端莊（如人字拖鞋），進入錦繡山太陽宮後不可以拍攝。

- 絕不建議外國遊客詢問導遊、獲邀接侍旅行團的當地人、街上的路人談論政治問題，因為此做法對當地人非常危險，可能會導致相關人士全家被造入勞改營勞改甚至公開處決。

- 朝鲜電壓為220V，可攜帶相機、筆記本電腦、平板電腦和智能手機[註 4]進入但不能存有敏感的資訊[註 5]，以往會檢查是否有違禁內容，尤其從丹東搭乘火車可能會搜查電腦與手機內容，例如檢查有沒有反對北韓政府文章、色情圖片或影片[25]，但實际上逐漸地，現在的朝鲜人員並不會主動搜查電腦手機內容，只是仍會要求登記攜入的型號規格[26]，如望远镜、专业高倍镜头（150mm以上）不可携入，相关物品可寄存在平壤順安國際机场。另外也不能携带有美国和韩国国旗和国徽标志的物品。[7]

- 訪問朝鮮的旅客曾經完全沒有國際網路，但目前機場與酒店開始有提供Wi-Fi，不過目前飯店的Wi-Fi需要額外付費，以小時計算，朝鮮有與埃及電信合作的國際SIM卡在旅客會前往的地區部署，基本費用為70歐元以上，可無限制连国际互联网所有網站，唯费用颇为昂贵，如流量仅为50MB的上网卡售价200美元，因此需要精打细算使用[27]，電話卡僅限售賣給外國人，可以用國際長途及同样用該卡的用户互相通话，朝鲜普通民众无法購買这种电话卡，所以也無法用該卡為管道從外國打電話給朝鲜平民。

## 知名景點
- 板門店
- 阿里郎節表演
- 万景台学生少年宫
- 白頭山密營
- 妙香山
- 平壤地鐵
- 朝鮮刺繡中心
- 人民大學習堂
- 馬息嶺滑雪場
- 開城古蹟區
- 勝利紀念館
- 南浦港
- 金刚山观光地区
- 先軍八景[註 6]
- 美林骑马俱乐部
- 光復地區商業中心